# General der Flieger
General der Flieger (em português: General da Aviação) foi um posto militar na Luftwaffe. Até ao fim da Segunda Guerra Mundial, este era um posto de general de três estrelas (OF-8), o equivalente a um Tenente-general.

## Lista de generais
Segue-se uma lista, por ordem alfabética, dos militares que chegaram a este posto militar:

### A
- Alexander Andrae (1888–1979)

### B
- Karl Barlen (1890–1956)
- Hellmuth Bieneck (1887–1972)
- Karl-Heinrich Bodenschatz (1890–1979)
- Walter Boenicke (1895–1947)[1]
- Rudolf Bogatsch (1891–1970)[2]
- Alfred Bülowius (1892–1968)[3]

### C
- Friedrich Christiansen (1879–1972)
- Friedrich von Cochenhausen (1879–1946)
- Joachim Coeler (1891–1955)

### D
- Heinrich Danckelmann (1887–1947)
- Paul Deichmann (1898–1981)
- Egon Doerstling (1890–1965)
- Eduard Dransfeld (1883–1964)
- Karl Drum (1893–1968)

### E
- Karl Eberth (1877–1952)

### F
- Hellmuth Felmy (1885–1965)[4]
- Martin Fiebig (1891–1947)
- Johannes Fink (1895–1981)
- Willy Fisch (1886–1963)
- Veit Fischer (1890–1966)
- Helmuth Förster (1889–1965)
- Stefan Fröhlich (1889–1978)
- Heribert Fütterer (1894–1963)

### G
- Hans Geisler (1891–1966)

### H
- Wilhelm Haehnelt (1875–1946)
- Hans Halm (1879–1957)
- Friedrich-Carl Hanesse (1892–1975)
- Willi Harmjanz (1893–1983)
- Otto Hoffmann von Waldau (1898–1943)[5]

### K
- Josef Kammhuber (1896–1986)[6]
- Erich Karlewski (1874–1946)
- Gustav Kastner-Kirdorf (1881–1945)
- Leonhard Kaupisch (1878–1945)
- Ulrich Kessler (1894–1983)
- Karl Kitzinger (1886–1962)
- Waldemar Klepke (1882–1945)
- Robert Knauss (1892–1955)
- Karl Koller (1898–1951)
- Werner Kreipe (1904–1967)
- Bernhard Kühl (1886–1946)

### L
- Otto Langemeyer (1883–1950)
- Hermann von der Lieth-Thomsen (1867–1942)

### M
- Alfred Mahnke (1888–1979)
- Wilhelm Mayer (1886–1950)
- Rudolf Meister (1897–1958)
- Max Mohr (1884–1966)
- Walter Musshoff (1885–1971)

### P
- Erich Petersen (1889–1963)
- Curt Pflugbeil (1890–1955)
- Maximilian von Pohl (1893–1951)
- Richard Putzier (1890–1979)

### Q
- Erich Quade (1883–1959)

### R
- Georg Rieke (1894–1970)
- Hans Ritter (1893–1991)

### S
- Hugo Schmidt (1885–1964)
- Wilhelm Schubert (1879–1972)
- Julius Schulz (1889–1975)
- Karl-Friedrich Schweickhard (1883–1968)
- Hans-Georg von Seidel (1891–1955)
- Hans Seidemann (1902–1967)
- Hans Siburg (1893–1976)
- Wilhelm Speidel (1895–1970)

### V
- Albert Vierling (1887–1969)

### W
- Bernhard Waber (1884–1945)
- Walther Wecke (1885–1943)
- Ralph Wenninger (1890–1945)
- Helmut Wilberg (1880–1941)
- Wilhelm Wimmer (1889–1973)
- Bodo von Witzendorff (1876–1943)
- Ludwig Wolff (1886–1950)

### Z
- Konrad Zander (1883–1947)